# Lepidonotothen
Lepidonotothen is een geslacht van straalvinnige vissen uit de familie van ijskabeljauwen (Nototheniidae).

## Soorten
- Lepidonotothen larseni (Lönnberg, 1905)
- Lepidonotothen mizops (Günther, 1880)
- Lepidonotothen nudifrons (Lönnberg, 1905)
- Lepidonotothen squamifrons (Günther, 1880)